# Ausfuhrgenehmigung

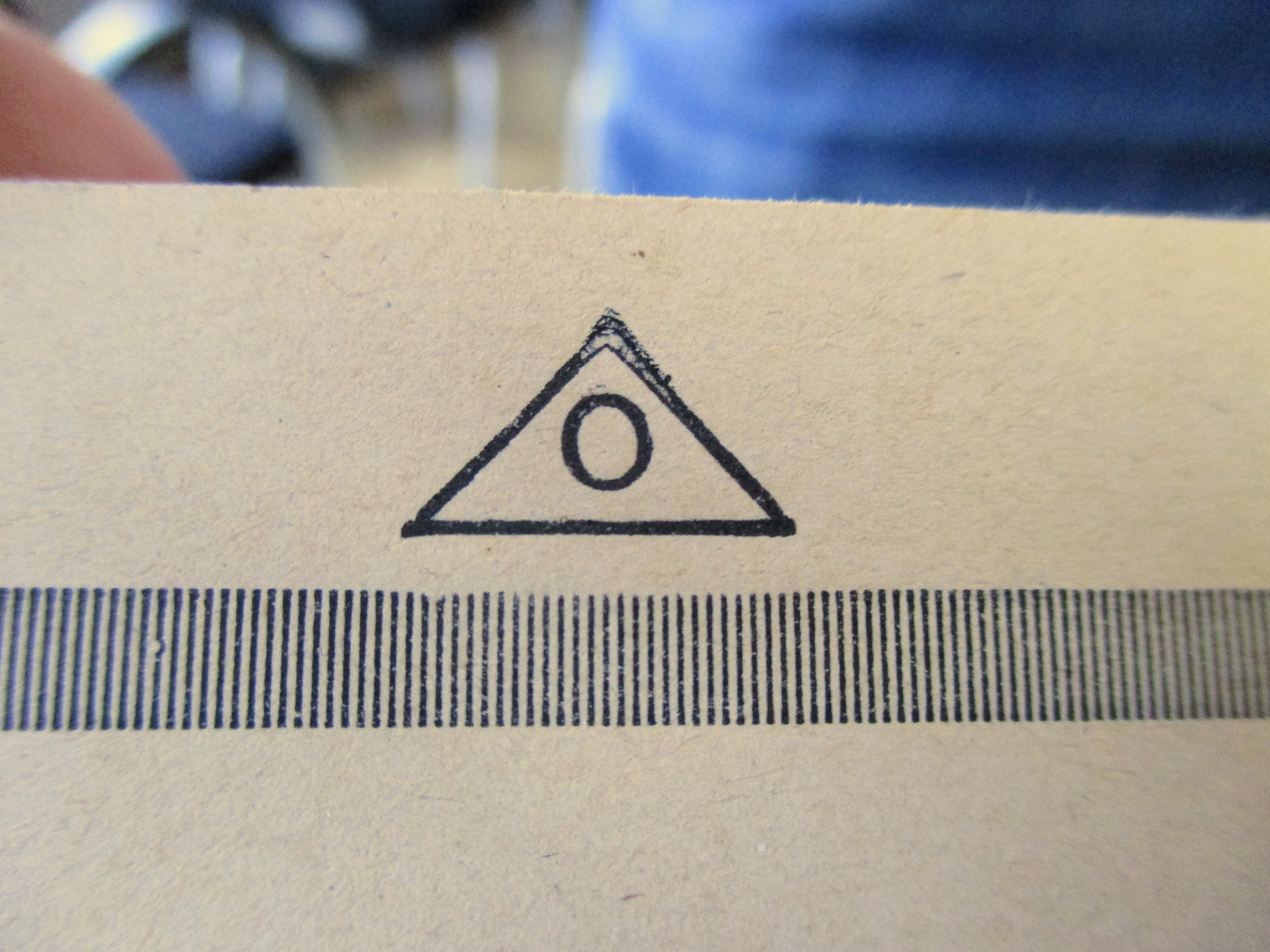
Ausfuhrzeichen eines Buches im Ersten Weltkrieg

Eine Ausfuhrgenehmigung (oder Exportgenehmigung) ist im Außenhandel und in der Außenhandelspolitik die behördliche Genehmigung zum Export von genehmigungspflichtigen Gütern. Pendant ist die Einfuhrgenehmigung.

## Deutschland

### Allgemeines
Grundsätzlich ist gemäß § 1 Abs. 1 Satz 1 AWG der Außenwirtschaftsverkehr frei. Hierdurch wird der Freihandel gesetzlich umgesetzt. Jedoch eröffnen § 1 Abs. 1 Satz 2 und Abs. 2 AWG die Möglichkeit, den Außenwirtschaftsverkehr einzuschränken, was ein nichttarifäres Handelshemmnis darstellt. Besteht ein Ausfuhrverbot, kann keine Ausfuhrgenehmigung erteilt werden. Derartige Einschränkungen können durch eine Genehmigungspflicht oder ein Verbot erreicht werden. Diese Möglichkeiten können im nationalen Recht, dem EU-Recht oder auch in zwischenstaatlichen Handelsabkommen begründet sein.

### Rechtsfragen
Bedürfen Rechtsgeschäfte nach § 8 Abs. 1 AWG einer Ausfuhrgenehmigung, so ist die Genehmigung zu erteilen, wenn zu erwarten ist, dass die Vornahme des Rechtsgeschäfts den Zweck des AWG nicht oder nur unwesentlich gefährdet. In anderen Fällen kann die Genehmigung erteilt werden, wenn das volkswirtschaftliche Interesse an der Vornahme des Rechtsgeschäfts die damit verbundene Beeinträchtigung des in der Ermächtigung angegebenen Zwecks überwiegt. Ausfuhrgenehmigungen sind ein Verwaltungsakt, für dessen Erlass, für die Entgegennahme von Meldungen sowie auf Grund von Rechtsakten des Rates oder der EU-Kommission im Bereich des Außenwirtschaftsrechts gemäß § 13 AWG das Bundesamt für Wirtschaft und Ausfuhrkontrolle (BAFA) zuständig ist. Ausfuhrgenehmigungen nach dem Marktordnungsrecht werden von der Bundesanstalt für Landwirtschaft und Ernährung und Ausfuhrgenehmigungen für Betäubungsmittel von der Bundesopiumstelle ausgestellt. Weitere Ausfuhrgenehmigungspflichten und Zuständigkeiten ergeben sich aus den jeweiligen Einzelgesetzen.
Eine Ausfuhrgenehmigung ist nach § 21 AWV vom Exporteur auf einem bestimmten Formular zu beantragen für alle Güter, die in Teil I der Ausfuhrliste genannt sind. Einer Ausfuhrgenehmigung bedürfen daher die in der Ausfuhrliste aufgeführten Güter. § 21 AWV setzt voraus, dass die Ausfuhr überhaupt einer Genehmigung bedarf. Einer Genehmigungspflicht unterliegen gemäß § 8 AWV insbesondere Kriegswaffen, Munition und Rüstungsmaterial mit zahlreichen Ausnahmen. Die Ein- oder Ausfuhr von bestimmten Agrarprodukten in bzw. aus EU-Mitgliedstaaten ist nur mit Verwendung einer Ein- oder Ausfuhrlizenz zulässig. Die grundsätzlich lizenzpflichtigen Erzeugnisse sind im Anhang der Verordnung (EU) 2016/1237 vom 18. Mai 2016 zur Ergänzung der Verordnung (EU) Nr. 1308/2013 des Europäischen Parlaments und des Rates in Bezug auf die Durchführungsbestimmungen für die Regelung über Ein- und Ausfuhrlizenzen aufgeführt.
Die VO (EG) Nr. 428/2009 betrifft „Güter mit doppeltem Verwendungszweck“ (englisch Dual-Use), die sowohl für zivile als auch für militärische Zwecke verwendet werden können und deshalb einer Exportkontrolle unterliegen. Darin eingeschlossen sind alle Waren, die sowohl für nicht-explosive Zwecke als auch für jedwede Form der Unterstützung bei der Herstellung von Kernwaffen oder sonstigen Kernsprengkörpern verwendet werden können.
Bestehen Ausfuhrverbote, kann keine Ausfuhrgenehmigung erteilt werden. Das gilt insbesondere für Kulturgüter, für die sich ein Verbot aus § 21 KGSG bzw. § 28 KGSG ergibt.
In § 4 AWG sind verschiedene Beschränkungsmöglichkeiten vorgesehen, u. a. um
- die wesentlichen Sicherheitsinteressen der Bundesrepublik Deutschland zu gewährleisten,
- eine Störung des friedlichen Zusammenlebens der Völker zu verhüten,
- eine erhebliche Störung der auswärtigen Beziehungen der Bundesrepublik Deutschland zu verhüten,
- die öffentliche Ordnung oder öffentliche Sicherheit der Bundesrepublik Deutschland im Sinne der Art. 36, Art. 52 Abs. 1 und des Art. 65 Abs. 1 des AEUV zu gewährleisten oder
- einer Gefährdung der Deckung des lebenswichtigen Bedarfs im Inland oder in Teilen des Inlands entgegenzuwirken und dadurch im Einklang mit Art. 36 AEUV die Gesundheit und das Leben von Menschen zu schützen.

Genehmigungspflichtige Güter
Im Wesentlichen bedarf die Ausfuhr folgender Güter einer Ausfuhrgenehmigung:
- Güter, die in Teil I Abschnitt A der Ausfuhrliste (AL) genannt sind;
- Güter,[3] die in Abschnitt C mit Kennungen 901 bis 999 (im Wert von mehr als 2.500 €, es sei denn, es handelt sich um Software oder Waren der Kennung 5A901), genannt sind;
- Waren im Wert von mehr als 2.500 € (Ausnahme Software und Technologie), die für eine militärische Verwendung in einem Land der Länderliste K bestimmt sind und wenn der Ausführer vom BAFA über diesen Umstand unterrichtet wurde, bzw. wenn er davon selbst Kenntnis erlangt hat;
- Waren im Wert von mehr als 2.500 € (Ausnahme Software und Technologie), die zum Einbau in eine Kerntechnische Anlage in Algerien, Indien, Irak, Iran, Israel, Jordanien, Libyen, Nordkorea, Pakistan oder Syrien bestimmt sind, wenn dies dem Ausführer bekannt ist oder er vom BAFA darauf hingewiesen wird;
- Waren, die in Teil II Spalte 3 der Ausfuhrliste mit „G“ gekennzeichnet sind und bestimmten Qualitätskriterien entsprechen (Marktordnungswaren);
- Betäubungsmittel nach Betäubungsmittelgesetz;
- geschützte Tiere und Pflanzen, sowie Produkte aus diesen, gemäß dem Washingtoner Artenschutzabkommen.

Nach § 5 Abs. 2 AWG darf der Unternehmenskauf (ausländische Direktinvestitionen) deutscher Unternehmen durch unionsfremde Erwerber beschränkt oder untersagt werden, wenn dadurch mehr als 25 % der Anteile erworben werden und die öffentliche Ordnung oder Sicherheit der Bundesrepublik gefährdet ist.

### Sonderfall Ausfuhr von Kriegswaffen
Im Hinblick auf den Waffenexport bestimmt Art. 26 Abs. 2 GG, dass zur Kriegführung bestimmte Waffen nur mit Genehmigung der Bundesregierung hergestellt, befördert und in Verkehr gebracht werden dürfen. Hierzu stellt § 2 KrWaffKontrG klar, dass bereits die Herstellung von Kriegswaffen der Genehmigung bedarf. Für die Erteilung und den Widerruf einer Genehmigung ist gemäß § 11 KrWaffKontrG die Bundesregierung zuständig. Übernommen hat diese Aufgabe der Genehmigung von Rüstungsexporten der Bundessicherheitsrat, ein Kabinettsausschuss der Bundesregierung.

## Österreich
Rechtsgrundlage in Österreich ist das Außenwirtschaftsgesetz (AußWG). Unterschieden wird zwischen Allgemeingenehmigungen (§ 28 AußWG), Globalgenehmigungen (§ 30 AußWG) und Einzelgenehmigungen (§ 31 AußWG). Eine Genehmigung ist nach § 4 AußWG zu verweigern, wenn der Vorgang im Widerspruch zu den Verpflichtungen Österreichs aufgrund von Rechtsvorschriften der Europäischen Union oder anderer völkerrechtlicher Regelungen, insbesondere Verpflichtungen zur Durchführung von restriktiven Maßnahmen oder zur Durchführung von Übereinkommen im Bereich der Rüstungskontrolle und der Kontrolle des Technologietransfers, stehen würde.

## Schweiz
Gestützt auf das Prinzip des Freihandels ist in der Schweiz die grenzüberschreitende Wirtschaftstätigkeit grundsätzlich ohne Weiteres zulässig, sofern die einschlägige Gesetzgebung keine Beschränkungen vorsieht. Gemäß Art. 101 Abs. 2 BV kann der Bund deshalb „nötigenfalls“ vom Grundsatz der (Außen-)Wirtschaftsfreiheit abweichen; der Hauptanwendungsfall betrifft die Landwirtschaft (Art. 104 BV). Das Zollrecht regelt die Abwicklung des grenzüberschreitenden Warenverkehrs zwischen dem Wirtschaftsraum Schweiz-Fürstentum Liechtenstein und dem Ausland. Ausfuhrbewilligungen sind in der Güterkontrollverordnung (GKV) geregelt. Wer nukleare Güter, zivil und militärisch verwendbare Güter, strategische Güter oder nationalen Ausfuhrkontrollen unterliegende Güter ausführen will, benötigt nach Art. 3 Abs. 1 GKV eine Bewilligung des Staatssekretariats für Wirtschaft (SECO). Keine Ausfuhrbewilligung ist für die in Art. 4 GKV aufgeführten Güter erforderlich. Neben diesen warenbezogenen Verboten und Bewilligungspflichten gibt es noch länderbezogene. Die Ausfuhr von Waren in einige Länder kann zum Teil erheblich eingeschränkt sein. Hintergrund dieser länderbezogenen Beschränkungen sind in der Regel außen- und sicherheitspolitische Erwägungen. Die Gründe hierfür liegen zum Beispiel im Außenwirtschaftsrecht (Exportkontrolle), unter anderem in den Bereichen Sicherheit (Dual-Use-Güter), Umwelt, Kulturgut oder Artenschutz.

## International
Nach dem Washingtoner Artenschutzübereinkommen ist der internationale Handel mit bestimmten Tierarten und deren Produkten wie Elfenbein, Kaviar, Holzprodukten, Arzneimitteln oder präparierten Tieren, in Abhängigkeit vom entsprechenden Anhang (I, II, III) und den dort genannten Bemerkungen, geregelt. Je nach Anhang sind Ausfuhr- oder Einfuhrgenehmigungen notwendig, die bestimmte Anforderungen erfüllen müssen. Auf diesem Abkommen beruht die Verordnung (EG) Nr. 338/97; deren Anhang A sieht für bestimmte Tier- und Pflanzenarten ein Vermarktungsverbot vor. Für die Ein- und Ausfuhr sind Genehmigungen des Einfuhr- und Ausfuhrlandes in Form eines CITES-Dokuments erforderlich.

## Wirtschaftliche Aspekte
Ausfuhrgenehmigungen und Exportverbote stellen Handelshemmnisse dar, die den Freihandel einschränken. Eine restriktive Handhabung von Ausfuhrgenehmigungen führt – unter sonst gleichbleibenden Verhältnissen – zu geringeren Exporten und damit zu einer Verschlechterung der Handelsbilanz. Da die Exporte im Inland nicht benötigt und deshalb die Güter auch meist erst gar nicht hergestellt werden, sinkt auch das Bruttonationalprodukt. Das gilt umgekehrt auch für eine expansive Handhabung von Ausfuhrgenehmigungen. Maßnahmen der Handelspolitik wie expansive Ausfuhrgenehmigungen, stärkere Exportorientierung, Einfuhrbeschränkungen oder Importzölle können eine negative Devisenbilanz ausgleichen und umgekehrt. Damit beeinflussen Ausfuhrgenehmigungen den Außenbeitrag, Außenhandel und Produktionswert. Die Außenhandelspolitik wirkt sich deshalb auch auf die nationale Wirtschaftspolitik aus.